# Observatorio Astronómico Nacional de Chile
El Observatorio Astronómico Nacional de Chile (OAN) está situado en la cima del Cerro Calán y depende del Departamento de Astronomía de la Universidad de Chile.

## Historia

### Planes para su creación
Bernardo O'Higgins fue el primero con un sueño concreto de que Chile poseyera un Observatorio Astronómico Nacional. En octubre de 1842, cuando yacía moribundo en su exilio en Lima, redactó un pliego para el presidente Bulnes en el cual le recuerda que ha cedido al ejército todos los animales de su hacienda y veinticinco mil pesos; entonces solicita una compensación en dinero por aquellos desembolsos, destinando parte de esos fondos a la instalación de un observatorio astronómico en el Cerro Santa Lucía.

### Comienza la investigación astronómica

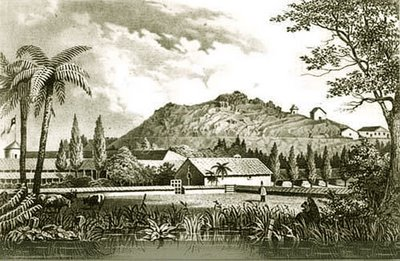
Edificio del Observatorio Naval de Estados Unidos colocado en la Cima del Cerro Santa Lucía en 1850.

Llega a Santiago en 1847 de una expedición de la Armada de los Estados Unidos a cargo del teniente James Melville Gilliss. El Observatorio Astronómico Nacional fue oficialmente inaugurado en 1852, constituyéndose en uno de los primeros observatorios en Latinoamérica y quizás en el más activo durante el siglo XIX, ya que, en esta época se publicaron alrededor de 30 trabajos científicos en revistas internacionales especializadas de Alemania, Inglaterra y Estados Unidos.

### Se compran equipos
El 17 de agosto de 1852, el gobierno de Chile, bajo la administración Montt compró a la Expedición Científica Norteamericana dirigida por James Melville Gilliss de la Marina de los Estados Unidos, los instrumentos, edificios y documentos del observatorio astronómico que dicha expedición había establecido en el Cerro Santa Lucía en 1849. En la gestión de dicha compra tuvo una participación muy activa el delegado de la Universidad de Chile Ignacio Domeyko. El observatorio del Cerro Santa Lucía se convirtió así en el Observatorio Astronómico Nacional y pasó a depender del Ministerio de Instrucciones Públicas.

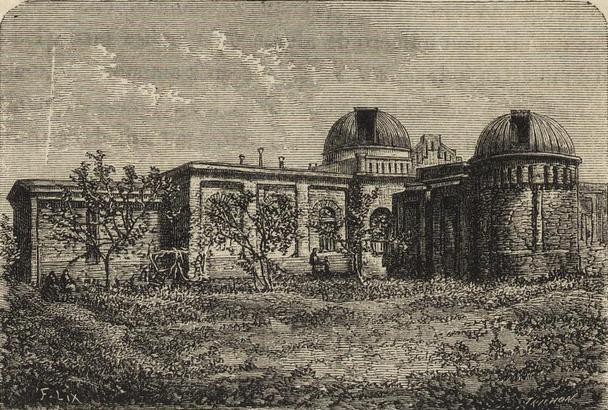
El OAN en 1872.

### Adecua los mapas náuticos australes
En 1856 Carlos Moesta, Director del Observatorio Astronómico Nacional, hizo una determinación de la longitud geográfica de Valparaíso encontrando un error en el valor determinado con anterioridad por el Almirante inglés Robert Fitz Roy. Este hecho fue de gran importancia para su época, pues desplazó toda la costa occidental de Sudamérica debido a que todos los puertos estaban referidos a Valparaíso. En la administración del Director Friedrich Ristenpart (1908-1913) se confeccionaron 50 cartas del cielo austral que tuvieron gran demanda de los centros astronómicos de todo el mundo durante más de 60 años.

### Se encarga a la Universidad de Chile
Mediante un decreto gubernamental del 14 de julio de 1927 la Universidad de Chile se hace cargo del Observatorio Astronómico Nacional, pasando éste a depender directamente de la Facultad de Ciencias Físicas y Matemáticas. El gobierno transfiere así a la Universidad de Chile la responsabilidad del desarrollo de la astronomía en el país, tanto en lo que concierne a la actividad netamente científica como a los servicios que el Observatorio presta a la comunidad como organismo consultor y asesor en materias astronómicas. Si bien el Observatorio Astronómico Nacional fue creado con fines eminentemente científicos, ha hecho y continúa haciendo importantes aportes a la vida civil del país.

### Federico Rutllant
Federico Rutllant, Director del Observatorio Astronómico Nacional entre 1950-1964, le imprimió un gran dinamismo y empuje a la astronomía en Chile, contándose entre sus logros principales los siguientes: 
- Creación de la idea de instalar un observatorio interamericano en el norte de Chile. Consiguió convencer a influyentes astrónomos de Estados Unidos que acogieron la idea y la materializaron, con la ayuda de astrónomos chilenos, en el Observatorio Interamericano de Cerro Tololo.
- Creación del Radio Observatorio de Maipú en 1959. Chile fue el primer país latinoamericano que inició investigaciones radioastronómicas.
- Creación de la Estación Astronómica de Cerro El Roble que cuenta con un astrógrafo Maksutov, idéntico al más grande del mundo.
- Instalación en Chile del Observatorio Europeo Austral en Cerro La Silla.
- Promoción de la colaboración científica con diversas instituciones extranjeras, como por ejemplo, la Academia de Ciencias de la URSS, la Carnegie Institution de Washington, varias universidades norteamericanas, etc.

### Cerro Calán
El 12 de octubre de 1962 llegó una misión soviética a Cerro Calán, con 4 telescopios y unos 10 astrónomos rusos. Luego llegaron los europeos que andaban siguiéndoles la pista a los norteamericanos que habían llegado en 1957 en relación con el Año Geofísico Internacional.
Federico Rutllant fue invitado a Washington para dar unas conferencias. Cuando estaba allá, leyó que la Universidad de Chicago pensaba poner un telescopio en Sudáfrica, en conjunto con la Universidad de Texas. Entonces Rutllant fue a Chicago a hablar con el director y le dijo que tenía que ir a Chile porque el cielo era mucho mejor, estaba mucho más cerca que Sudáfrica y el vuelo era más directo. Rutllant convenció a la gente de Carnegie para que mandaran un radiotelescopio y lo pusieron en Maipú, el primero de Sudamérica. Después habló con los rusos.
En la década de los 60 astrónomos chilenos y soviéticos descubrieron importantes errores en el sistema fundamental de referencia de la astronomía.

### Radiotelescopio
Un radiotelescopio de 1,2 metro capaz de hacer observaciones de monóxido de carbono interestelar fue inaugurado el viernes 21 de septiembre de 2011. El instrumento es capaz de mapear las regiones más densas de las nubes moleculares (donde se forman las estrellas) y de paso podrá confeccionar un mapa completo de monóxido de carbono en el cielo austral.

## Actualidad

### Departamento de Astronomía
El Departamento de Astronomía (DAS) fue creado en 1965, como parte de la Facultad de Ciencias Físicas y Matemáticas de la Universidad de Chile. Para visitarlo es necesario contactarse con el Departamento de Astronomía de la Universidad de Chile, quienes inscriben a los interesados para organizar visitas. Las Visitas son los días lunes, miércoles y viernes. En la actualidad Chile se ha convertido en el centro astronómico más importante de todo el Hemisferio Sur debido a la calidad excepcional de su cielo y a su larga tradición astronómica.
La Biblioteca del DAS cuenta con una colección patrimonial, la cual abarca libros de astronomía publicados entre 1700 y 1930. Esta unidad forma parte de la red de Bibliotecas de la Universidad de Chile, por lo que parte de su material puede ser solicitado por integrantes y socios de esta institución para su envío a otra facultad y posterior préstamo a domicilio.

### Cursos de astronomía comunitarios
Desde 2009, DAS realiza cursos de astronomía abiertos al público general, previa inscripción. Este programa tiene por objetivo acercar el estudio de los cuerpos celestes a la comunidad interesada, y está a cargo de académicos de la Universidad de Chile.

### Aportes
Entre los aportes a la astronomía que se han generado desde este observatorio está la medición de distancias entre supernovas del proyecto Calán Tololo. Esta investigación fue crucial para que Saul Perlmutter, Adam Riess y Brian Schmidt ganaran el Premio Nobel de Física en 2011 al comprobar que el universo se expande de manera acelerada.